# Dorian Williams
Dorian Williams (Indian Land, Carolina del Sur; 28 de junio de 2001) es un jugador profesional estadounidense de fútbol americano, se desempeña en la posición de linebacker en Buffalo Bills, en la National Football League (NFL).

## Carrera
Hizo su debut profesional con el equipo Buffalo Bills, lleva jugando una temporada, comenzó en el 2023.